# Route départementale 60 (Pas-de-Calais)
La Route départementale 60 ou D 60 est une route départementale du Pas-de-Calais qui faisait originellement le tour d'Arras. Aujourd'hui, à la suite de la mise en service de la Rocade Ouest d'Arras (nationales 25 et 425), elle ne boucle plus le tour complet d'Arras, étant interrompue sur le territoire de la commune d'Anzin-Saint-Aubin.

## Histoire
À l'origine, la D 60 entourait Arras en passant par les villages voisins. Depuis, elle a été déclassée lorsqu'elle doublait la Rocade Ouest sur la commune d'Anzin-Saint-Aubin notamment). Au nord et à l'ouest d'Arras, elle est donc devenue une route tertiaire desservant les communes périurbaines d'Arras. Cependant, elle prend un rôle de boulevard urbain au sud et à l'est de la ville : en effet, la route nationale 25 repartant vers Amiens à Dainville, le Conseil départemental du Pas-de-Calais et la Communauté urbaine d'Arras ont décidé de prolonger cette nationale en réalisant le contournement d'Achicourt et d'Agny, ouvert le 24 septembre 2019 et repris par la D 60.

## Tracé
- Arras
- Saint-Laurent-Blangy

(Tronc commun avec la D 919)
- Roclincourt
- Écurie

(Interruption)
- Louez (commune de Duisans) D 60 E1
- Carrefour Poitou (commune de Duisans)
- Wagonlieu (communes de Duisans et Dainville)
- Dainville

(Tronc commun avec la D 265)
Rocade Sud d'Arras
- Beaurains
- Arras

### Antenne
La D 60 dispose d'une antenne, la D 60 E1, qui dessert la commune de Marœuil au départ de Louez (commune de Duisans).
- Louez (commune de Duisans)
- Marœuil

## Futur
Le Pas-de-Calais a lancé une concertation publique afin de construire un contournement par l’est de Tilloy-lès-Mofflaines, afin de permettre la liaison entre la D 939 et la rocade sud d’Arras. En effet, cette portion est empruntée par de nombreux poids-lourds, occasionnant des nuisances sonores pour les habitants de Tilloy-lès-Mofflaines. Une desserte future de la Z.I. est a également été prévue.
À plus long terme, la réalisation du barreau manquant de la rocade d'Arras (Tilloy-lès-Mofflaines − Athies-lès-Arras) est à l'étude. Il pourrait donc être intégré à la D 60, qui permettrait alors, couplée avec les routes nationales 17, 425, 25 et ex-50 devenue D 950, de boucler le tour complet d'Arras sans sections urbaines.